# Fuit in provincia Boemorum
Fuit in provincia Boemorum (kurz auch Fuit), tschechisch „Utrpení Ludmily mučednice“ (Die Leiden der Märtyrerin Ludmilla), ist eine mittelalterliche Heiligenlegende über die böhmische Landesheilige Ludmilla. 
Die Legende ist nach ihrem Anfangssatz „Fuit in provincia Boemorum“  (Es war einmal im Land der Böhmen) benannt. Sie schildert in einem knappen und einfachen Latein in zehn kurzen Kapiteln Ludmillas „vita et passio“ (Leben und Tod): die Heirat der slawischen Fürstentochter mit dem böhmischen Herzog Bořivoj, den Übertritt beider zum Christentum, die Herrschaft von Bořivoj und dessen Söhnen Spytihněv und Vratislav und den Konflikt Ludmillas mit ihrer Schwiegertochter Drahomíra. Dieser endete mit Ludmillas Flucht in die Burg Tetín und ihrer Ermordung durch Drahomíras Gefolgsleute Tunna und Gommon. Eine Fortsetzung erzählt in vier weiteren Kapiteln die Reliquientranslation durch Ludmillas Enkel Wenzel, der die Gebeine seiner Großmutter nach Prag in die Georgsbasilika übertragen ließ und welche Wunder sich nachfolgend an Ludmillas Grab ereigneten.
Der Text wurde unter Verwendung der Vita des Emmeram von Regensburg geschrieben, die wohl von Mönchen des Regensburger Emmeram-Klosters nach Prag mitgebracht worden war. Er ist in dreißig Handschriften überliefert, deren älteste aus dem 12. Jahrhundert stammen, wobei keiner der Schreiber die komplette Fassung aufgezeichnet hat. Die Rekonstruktion eines 14 Kapitel umfassenden Urtextes nahm in den 1930er Jahren der Historiker Václav Chaloupecký vor. Dessen Edition ist heute noch maßgeblich, nicht aber die Zusammenstellung. Die vier Kapitel der Reliquienlegende werden unter der Bezeichnung „Recordatus“ auch als separater Text behandelt. Sie sollen wesentlich später als der Textanfang entstanden sein. Die Datierung beider Teile schwankt von der Mitte des 10. bis zur Mitte des 12. Jahrhunderts und hängt wesentlich von der Beziehung der Legende Fuit zur sogenannten Christianslegende und zu einem altkirchenslawischen Synaxarium|-Text ab, der vermutlich im Kloster Sázava entstand. Nach Ansicht des Historikers Dušan Třeštík entstand die lateinische „Ludmilla-Urlegende“ vermutlich bereits um 975 am Kloster St. Georg in Prag, um den Kult der Hausheiligen zu fördern. Dieser verlorene Text sei die Quelle für die Legende Fuit, für Christian und auch für die Übersetzung ins Altkirchenslawische. Es gibt jedoch auch weitere Hypothesen über den Zusammenhang der drei Texte.
Inhaltlich verzeichnet die Legende Fuit einige Details, die in der übrigen Überlieferung fehlen. Sie bestätigt und ergänzt die Angaben zur Taufe des ersten christlichen böhmischen Fürsten Bořivoj und die politischen Konflikte, die den Glaubenswechsel und den Aufstieg der Přemysliden-Dynastie in Böhmen zu Beginn des 10. Jahrhunderts begleiteten. Daher wird ihr ein hoher Wert als historische Quelle beigemessen.